# Spezimatic
Spezimatic (Kofferwort aus ‚Spezial‘ und ‚Automatic‘) ist ein Markenname für eine Serie von Herrenarmbanduhren mit automatischem Aufzug der VEB Glashütter Uhrenbetriebe in der DDR.
Die Spezimatic war die zweite Großserien-Automatikuhr der DDR. Von 1964 bis 1980 wurden durch die GUB über 3,7 Millionen Exemplare hergestellt. In den Spezimatic-Uhren waren die Werke GUB 74 und GUB 75 verbaut.